# جوليا وونغ
جوليا وونغ هي لاعب هوكي الحقل كندية، ولدت في 25 يوليو 1975.